# Friedrich Witte (Schauspieler)
Friedrich Witte (* 1979) ist ein deutscher Theaterschauspieler.

## Leben
Witte erhielt seine Schauspielausbildung, die er mit dem Schauspieldiplom abschloss, von 2001 bis 2005 an der Folkwang-Hochschule (Studiengang Schauspiel), jetzt Folkwang Universität der Künste, in Bochum.
Danach arbeitete er als Theaterschauspieler und hatte Festengagements und Gastverträge am Schauspielhaus Bochum (Spielzeit 2003/04; als Gast), an den Wuppertaler Bühnen (Spielzeit 2004/05; als Gast) und am Theater Osnabrück. Dort war er ab 2005 bis 2011 festes Ensemblemitglied.
In seinem ersten Theaterengagement am Schauspielhaus Bochum übernahm er Rollen in einer Bühnenfassung von Das Dschungelbuch und in der Komödie Man spielt nicht mit der Liebe von Alfred de Musset. An den Städtischen Bühnen Wuppertal spielte er 2004/2005 die Rolle des Liebhabers Oskar in dem sozialkritischen Theaterstück Eldorado von Marius von Mayenburg. Dort trat er, unter der Regie von Holger Schultze, auch in Brecht Theaterstück Der kaukasische Kreidekreis auf.
Am Theater Osnabrück trat er unter anderem als Graf Paris in Romeo und Julia (Premiere: Februar 2008), als Geselle in Andorra (2009–2011; Premiere: Januar 2009), als Ladislaus in dem Schauspiel Operette von Witold Gombrowicz (Premiere: März 2009), als Jens in der Uraufführung des Theaterstück zu jung zu alt zu deutsch von Dirk Laucke (Premiere: Mai 2009), als Reverend Tooker in Die Katze auf dem heißen Blechdach (Premiere: März 2010), als gebrochener Macho Jan Werner Borschein in der Uraufführung des Theaterstücks Friday Night von Oliver Bukowski (Premiere: September 2010), als Luigi in Bezahlt wird nicht! von Dario Fo (Spielzeit 2010/11) und als Attaché in Herr Puntila und sein Knecht Matti (Spielzeit 2010/11) auf.
Am Theater Osnabrück verkörperte er im März 2011 den Sänger und jugendlichen Liebhaber Franz, der eine homosexuelle Liebesbeziehung eingeht, in der Uraufführung des Theaterstücks Café Haertel von Juliane Kann. Im Mai 2011 stand er dort als M2 in der Uraufführung des Theaterstücks Die Hinterhältigkeit der Windmaschinen von Gert Jonke auf der Bühne. In dem Liederabend Mein Lieb, mein Leid interpretierte er dort in der Spielzeit 2010/11 Chansons von Jacques Brel.
Witte wirkte auch bei mehreren Theatertourneen mit. In der Spielzeit 2011/12 übernahm er bei der Konzertdirektion Landgraf die Titelrolle in einer Bühnenfassung des Romans Bekenntnisse des Hochstaplers Felix Krull.
Seit 2011 arbeitet er als freischaffender Schauspieler. Er hatte Engagements am Schleswig-Holsteinisches Landestheater, wo er als Cyrano de Bergerac auftrat, an der Deutschen Oper Berlin und dem Neuen Schauspiel Erfurt. In der Spielzeit 2014/15 gastierte er am Theater Erlangen. Friedrich Witte war seit 2012 regelmäßig als Gast am Theater Heidelberg zu sehen und ist seit der Spielzeit 2019/20 dort festes Ensemblemitglied.
Witte spielte auch einige wenige Film- und Fernsehrollen. Er lebt in Berlin.

## Filmografie (Auswahl)
- 2002: Nette Leute (Spielfilm)
- 2007: Tatort – Das namenlose Mädchen
- 2010: Eine wie keine
- 2014: Wilsberg: Das Geld der Anderen